# Verovering van de Peñón de Vélez de la Gomera (1508)
De eerste verovering van de Peñón de Vélez de la Gomera vond plaats op 23 juli 1508 door een Spaanse vloot onder het bevel van Pedro Navarro.

## Geschiedenis
Aan het begin van de 16e eeuw werd het grondgebied van Badis (een dorp vlak bij de Peñón de Vélez de la Gomera) en zijn omgeving geregeerd door Muley Mançor (naam in de Spaanse kronieken). Dat was een Wattasiden-gouverneur (neef van de sultan in Fez) die in januari 1508 een overeenkomst tekende met de republiek Venetië over de onafhankelijkheid van Fez (hoewel er volgens het verslag van Hernando de Zafra in 1492 al een "koning" in Badis was). Badis was een zeerovernest dat ervan werd beschuldigd de kustlijn van Andalusië te hebben overvallen. Zo kreeg Spanje een argument om een fort te bouwen op de rots voor de baai van Badis teneinde het probleem met de fusta's aan te pakken. Tijdens het bewind / regentschap van Ferdinand II van Aragon, na de beëindiging van de onderhandelingen met de heerser in Badis, nam Pedro Navarro de rots over in 1508. Navarro lag met een vloot in Málaga aangemeerd om deel te nemen aan de missie om Oran te veroveren. Alle aanwezigen op de rots vluchtten toen de vloot naderde. Navarro bezette het op 23 juli 1508 en installeerde troepen en artillerie voordat hij vertrok met de vloot.

## Nasleep
Aangezien Badis zich in het Portugese invloedsgebied aan de Noord-Afrikaanse kust bevond, rees er een conflict met het koninkrijk Portugal, maar na de Spaanse hulp aan de Portugezen in Asilah stemde koning Emanuel I van Portugal in met de Spaanse verovering in 1508. Dit werd formeel bekrachtigd en vastgelegd in het Verdrag van Sintra uit 1509. Eveneens in 1509, na de Spaanse verovering van Oran, hervatte de emir van Badis de onderhandelingen met de Spaanse monarchie. In ieder geval bleken de kanonnen die op de rots waren geïnstalleerd niet effectief omdat ze, bij gebrek aan bereik, de beweging van de fusta's in en uit de baai van Badis niet konden beletten. De rots ging in 1522 verloren en, nadat hij een gevaarlijke Ottomaanse basis was geworden, evacueerde de Saadid-sultan zijn Marokkaanse inwoners en droeg het in 1564 over aan de Spanjaarden.